# Meulebeke
Meulebeke là một đô thị ở tỉnh Tây Flanders. Đô thị này chỉ gồm thị trấn Meulebeke proper. Tại thời điểm ngày 1 tháng 1 năm 2006, Meulebeke có dân số 10.980 người. Tổng diện tích là 29,35 km² với mật độ dân số là 374 người trên mỗi km².

## Cư dân nổi bật
Carel van Mander, họa sĩ, sinh năm 1548.